# Athlītikī Enōsī Lekanopediou Kallonīs
L'Athlītikī Enōsī Lekanopediou Kallonīs (in greco: Αθλητική Ένωση Λεκανοπεδίου Καλλονής), conosciuta anche come AEL Kalloni, è stata una società calcistica greca con sede nella città di Kalloni.

## Stadio
Il club giocava le gare casalinghe allo stadio di Mitilene che contiene 2.800 posti a sedere.

## Rosa 2016-2017
Rosa aggiornata al 2 settembre 2016
| N. |                    | Ruolo | Calciatore              |
| -- | ------------------ | ----- | ----------------------- |
| 1  | Grecia (bandiera)  | P     | Dimitrios Tairis        |
| 2  | Grecia (bandiera)  | D     | Dimitrios Zouliotis     |
| 3  | Grecia (bandiera)  | C     | Spyros Apostolou        |
| 4  | Grecia (bandiera)  | D     | Panagiotis Arnaoutoglou |
| 5  | Grecia (bandiera)  | C     | Lazaros Tzelidis        |
| 6  | Grecia (bandiera)  | C     | Alexis Dallas           |
| 7  | Albania (bandiera) | C     | Florenc Keri            |
| 9  | Romania (bandiera) | A     | Lucian Burdujan         |
| 10 | Brasile (bandiera) | C     | Anderson Paraíba        |
| 11 | Grecia (bandiera)  | C     | Michalis Frangos        |
| 12 | Grecia (bandiera)  | A     | Aris Lamprakis          |
| 16 | Grecia (bandiera)  | C     | Kyriakos Evangelidakis  |
| 17 | Grecia (bandiera)  | P     | Fotis Papazoglou        |
| 19 | Grecia (bandiera)  | A     | Georgios Sofianis       |
| 20 | Grecia (bandiera)  | D     | Antonis Karageorgis     |

| N. |                   | Ruolo | Calciatore            |
| -- | ----------------- | ----- | --------------------- |
| 21 | Grecia (bandiera) | C     | Georgios Agrimakis    |
| 22 | Grecia (bandiera) | C     | Giannis Giorgou       |
| 23 | Cipro (bandiera)  | D     | Ioannis Savva         |
| 24 | Grecia (bandiera) | D     | Stelios Pozatzidis    |
| 25 | Grecia (bandiera) | C     | Athanasios Repetsas   |
| 26 | Grecia (bandiera) | C     | Rafail Gioukaris      |
| 27 | Grecia (bandiera) | C     | Nikos Kaltsas         |
| 30 | Grecia (bandiera) | A     | Efthymios Gamagas     |
| 32 | Grecia (bandiera) | A     | Dimitrios Litenas     |
| 33 | Serbia (bandiera) | C     | Stefan Stefanović     |
| 37 | Grecia (bandiera) | C     | Lampros Triantafyllou |
| 40 | Grecia (bandiera) | P     | Nikos Malis           |
| 87 | Grecia (bandiera) | P     | Konstantinos Maniatis |
| 88 | Grecia (bandiera) | C     | Andreas Dabos         |
| 99 | Grecia (bandiera) | C     | Alexandros Chintaseli |

## Rosa 2015-2016
Rosa aggiornata al 2 febbraio 2016
| N. |                      | Ruolo | Calciatore                      |
| -- | -------------------- | ----- | ------------------------------- |
| 1  | Grecia (bandiera)    | P     | Kostantinos Dafkos              |
| 3  | Grecia (bandiera)    | D     | Vasilios Golias                 |
| 5  | Grecia (bandiera)    | C     | Alexander Fioretos              |
| 6  | Grecia (bandiera)    | C     | Panagiōtīs Spyropoulos          |
| 7  | Grecia (bandiera)    | A     | Dimitris Bourous                |
| 9  | Grecia (bandiera)    | A     | Giōrgos Manousos                |
| 10 | Serbia (bandiera)    | A     | Miroslav Marković               |
| 11 | Grecia (bandiera)    | C     | Fotis Georgiou                  |
| 12 | Grecia (bandiera)    | A     | Aris Lambrakis                  |
| 13 | Grecia (bandiera)    | D     | Dimitris Oungialidis            |
| 14 | Grecia (bandiera)    | D     | Anestīs Anastasiadīs (capitano) |
| 16 | Grecia (bandiera)    | C     | Kyriakos Evangelidakis          |
| 18 | Argentina (bandiera) | C     | Emiliano Ellacopulos            |
| 19 | Nigeria (bandiera)   | D     | Ugo Ukah                        |
| 20 | Grecia (bandiera)    | D     | Antonis Karageorgis             |
| 21 | Grecia (bandiera)    | C     | Michalis Chatzidimitriou        |
| 22 | Grecia (bandiera)    | C     | Giannis Giorgou                 |
| 23 | Polonia (bandiera)   | D     | Krzysztof Król                  |

| N. |                      | Ruolo | Calciatore            |
| -- | -------------------- | ----- | --------------------- |
| 25 | Argentina (bandiera) | C     | Lucas Favalli         |
| 26 | Grecia (bandiera)    | C     | Rafail Gioukaris      |
| 27 | Grecia (bandiera)    | C     | Nikos Kaltsas         |
| 28 | Grecia (bandiera)    | A     | Giorgos Xydas         |
| 29 | Kenya (bandiera)     | C     | Paul Were             |
| 31 | Grecia (bandiera)    | D     | Savvas Tsabouris      |
| 32 | Serbia (bandiera)    | D     | Marko Blažić          |
| 33 | Serbia (bandiera)    | D     | Nikola Mikić          |
| 40 | Grecia (bandiera)    | P     | Nikos Malis           |
| 55 | Grecia (bandiera)    | D     | Efstratios Valios     |
| 69 | Spagna (bandiera)    | D     | Raúl Llorente         |
| 77 | Svezia (bandiera)    | A     | Sonny Karlsson        |
| 85 | Spagna (bandiera)    | A     | Braulio               |
| 86 | Grecia (bandiera)    | P     | Kyriakos Stratilatis  |
| 88 | Serbia (bandiera)    | P     | Branimir Aleksić      |
| 90 | Grecia (bandiera)    | C     | Alexandros Chintaseli |
| 96 | Grecia (bandiera)    | A     | Georgios Sofianis     |

## Rosa 2014-2015
Aggiornata all'11 agosto 2014.
| N. |                      | Ruolo | Calciatore                      |
| -- | -------------------- | ----- | ------------------------------- |
| 1  | Grecia (bandiera)    | P     | Konstantinos Davkos             |
| 2  | Argentina (bandiera) | D     | Marcos Barrera                  |
| 3  | Grecia (bandiera)    | D     | Chrīstos Pipinīs                |
| 6  | Grecia (bandiera)    | C     | Michalis Kripintiris (capitano) |
| 7  | Senegal (bandiera)   | A     | Henri Camara                    |
| 9  | Grecia (bandiera)    | A     | Georgios Manousos               |
| 10 | Brasile (bandiera)   | C     | Leozinho                        |
| 11 | Grecia (bandiera)    | C     | Dimitrios Vlastellis            |
| 12 | Grecia (bandiera)    | C     | Georgios Chorianopoulos         |
| 13 | Grecia (bandiera)    | A     | Anestīs Agritīs                 |
| 14 | Grecia (bandiera)    | D     | Anestīs Anastasiadīs            |
| 16 | Serbia (bandiera)    | C     | Ljubomir Stevanović             |
| 17 | Malta (bandiera)     | P     | Andrew Hogg                     |
| 19 | Spagna (bandiera)    | A     | Juanma                          |
| 21 | Spagna (bandiera)    | D     | Raúl Llorente                   |

| N. |                    | Ruolo | Calciatore             |
| -- | ------------------ | ----- | ---------------------- |
| 23 | Grecia (bandiera)  | A     | Dimitrios Bourous      |
| 24 | Senegal (bandiera) | D     | Paul Keita             |
| 25 | Spagna (bandiera)  | C     | Ximo Navarro           |
| 26 | Grecia (bandiera)  | C     | Rafail Gioukaris       |
| 27 | Grecia (bandiera)  | C     | Nikos Kaltsas          |
| 28 | Cipro (bandiera)   | A     | Theodosis Kyprou       |
| 30 | Nigeria (bandiera) | D     | Daniel Adejo           |
| 33 | Grecia (bandiera)  | C     | Christos Mingas        |
| 55 | Grecia (bandiera)  | D     | Efstratios Valios      |
| 71 | Serbia (bandiera)  | P     | Branimir Aleksić       |
| 94 | Grecia (bandiera)  | C     | Kyriakos Evangelidakis |
| 95 | Grecia (bandiera)  | D     | Angelos Giazitzoglou   |
|    | Grecia (bandiera)  | C     | Nikolaos Kalfas        |
|    | Grecia (bandiera)  | A     | Antōnīs Petropoulos    |
|    | Albania (bandiera) | C     | Emilio Kishta          |

## Palmarès

### Competizioni nazionali
- Delta Ethniki: 1

2009-2010 (gruppo 9)

### Competizioni regionali
- Local League: 2

1995-1996, 1999-2000

### Altri piazzamenti
- Beta Ethniki:

Secondo posto: 2012-2013
- Gamma Ethniki:

Secondo posto: 2010-2011 (gruppo 2)